# Antiguo Instituto de Jovellanos
El Centro de Cultura Antiguo Instituto es un edificio histórico en Gijón, Asturias, España. Fue la segunda sede del Real Instituto Jovellanos, institución que construyó el edificio en 1797. Actualmente pertenece al Ayuntamiento de Gijón y es un centro cultural. 

## Ubicación
El Centro de Cultura Antiguo Instituto está ubicado en Gijón, Asturias (España), en la manzana que forman las calles Jovellanos (norte), Begoña (oeste), Francisco Tomás y Valiente y la plaza del Instituto (este), que recibe su nombre del Real Instituto de Jovellanos. Su acceso principal está en la calle Jovellanos, 21. Ubicado en el barrio de El Centro, la parcela que ocupa es la pieza central del Ensanche Jovellanista, expansión urbana surgida tras el Plan de Mejoras que impulsó Jovellanos en 1782.

## Historia
El edificio que fuera la segunda sede del Real Instituto de Jovellanos fue construido en dos periodos: Entre 1797 y 1807 bajo proyecto de Juan de Villanueva y una segunda expansión de 1887 a 1892, obra del arquitecto Ricardo Marcos Bausá, que añadió dos plantas al inmueble original.

### Proyecto y construcción
El 15 de mayo de 1796 Jovellanos solicita al rey Carlos IV el apoyo necesario para una nueva sede para el Instituto. Ya se contaba con una parcela entregada por el Ayuntamiento de Gijón. El arquitecto Ramón Durán es elegido en 1796 por parte de Jovellanos para iniciar las obras. El proyecto de Durán es desechado debido al fallecimiento de este en 1778, encargándose ese mismo año el proyecto a Juan de Villanueva, arquitecto del Muso del Prado. La primera piedra de este edificio se colocó el 27 de noviembre de 1797, aunque las obras como tal comenzaran en junio de 1798, una vez que Villanueva hiciese el diseño.

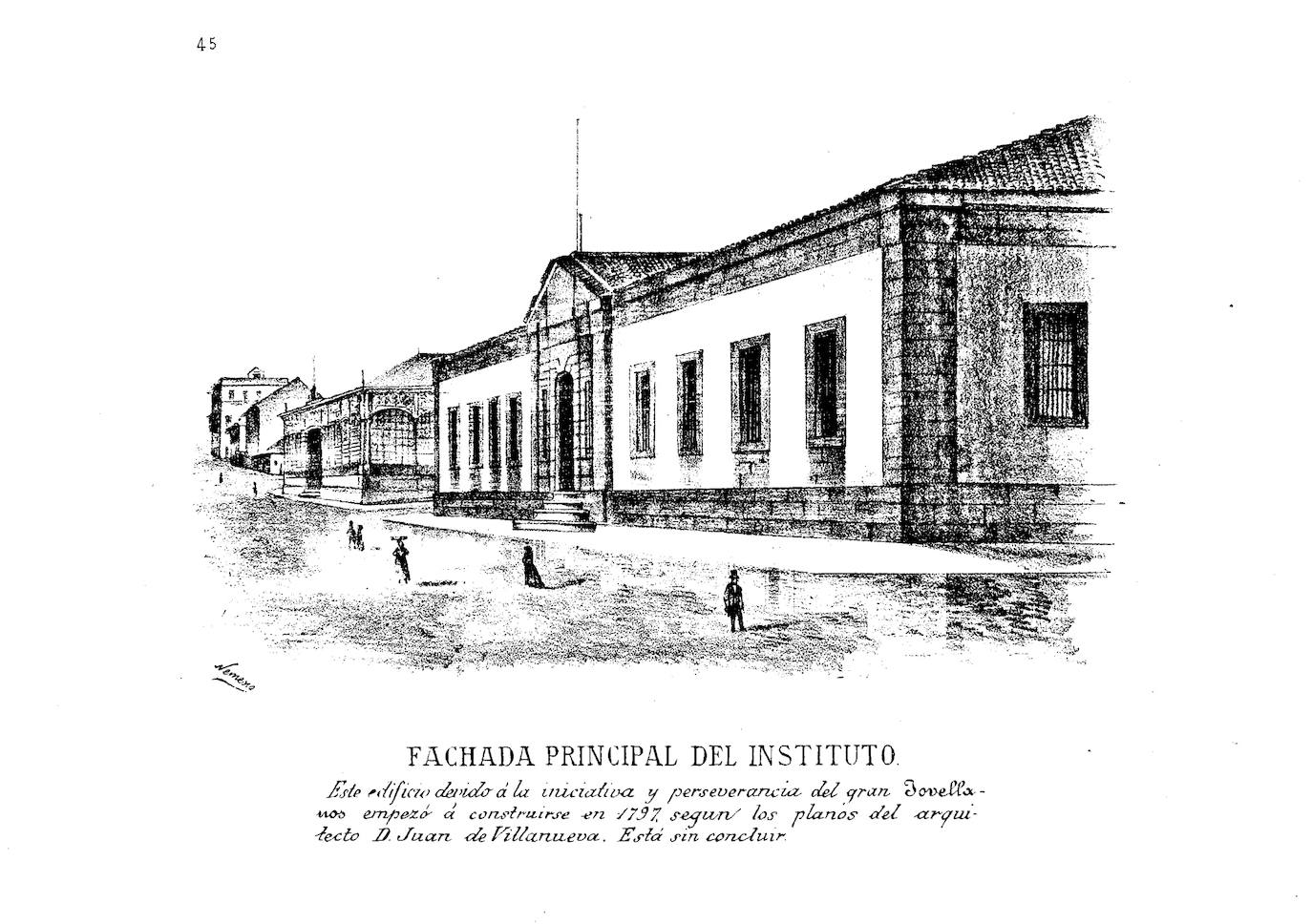
Aspecto del Antiguo Instituto en 1884 según Nemesio Martínez Sienra

A principios del siglo la financiación y avance de las obras sufren varios reveses, finalmente en 1804 el edificio se ocupa parcialmente y en 1807 se concluye la planta baja del edificio. Durante la Guerra de Independencia (1808-1814) el edificio fue usado como cuartel.

### Ampliación
El 1 de mayo de 1885 el director Luciano García-Rendueles y Cofer, solicita al ministro de Fomento, Alejandro Pidal y Mon, la finalización del proyecto de Villanueva. Ese mismo mes, el 9, se le encarga la construcción al arquitecto Ricardo Marcos Bausá. Entre 1887 y 1892  discurren las obras, con numerosos cambios respecto al diseño de Villanueva, por lo que el actual edificio se puede considerar obra de Bausá.
Durante la Guerra Civil el edificio sufre daños, por lo que es rehabilitado por el arquitecto municipal Fernández-Omaña en 1937. La actividad docente, que desde 1932 se impartía en el Colegio de la Inmaculada, regresó al edificio hasta 1964, donde se traslada de manera definitiva al IES Jovellanos de la avenida de la Constitución.

### Reforma y actualidad
Está declarado monumento Nacional desde el 24 de abril de 1974 y Bien de Interés Cultural. En 1990, debido al mal estado de conservación del inmueble, el Ayuntamiento impulsa la reforma del edificio, que concluirá en 1992 tras construirse una cubierta de vidrio en el patio central. La reforma la llevaron a cabo los arquitectos Cosme Cuenca y Jorge Hevia. Dos años más tarde el inmueble abriría como el Centro de Cultura Antiguo Instituto Jovellanos.

## Descripción
En el exterior, la planta baja, de la primera fase de construcción, cuenta con un almohadillado. La segunda y tercera tienen una fachada lisa, incluyendo únicamente dinteles en las ventanas como decoración. Existe un campanil y un reloj enmarcado en bajorrelieves en la fachada principal.
La planta es cuadrada, con 46 metros de lado y 5.853 m2 de superficie construida. Cuenta con un patio central. Interiormente el edificio destaca por contar con un gran patio porticado, cuya segunda planta cuenta con columnas y barandillas de forja. También es reseñable una gran escalinata de acceso a la segunda planta, obra de la ampliación de Bausá. Además, cuenta con un salón de actos para 120 personas, dos salas de reuniones, salas de exposiciones, nueve aulas, dos talleres, las oficinas de la Fundación de Cultura y la Universidad Popular del Ayuntamiento de Gijón y una cafetería que da a la plaza del Instituto.